# Alexa Bruun Rasmussen
Alexa Julie Glavind Bruun Rasmussen (født 17. februar 1975) er en dansk auktionarius, direktør for branding og vurderingssagkyndig i ældre sølv, samt tredje generation hos Bruun Rasmussen Kunstauktioner i København.

## Historie
Hun gik på privatskolen Krebs' Skole i København, og blev student fra Øregård Gymnasium.
Efter gymnasiet var overstået, rejste Alexa Bruun Rasmussen i 1994 et år med teatertruppen ’Up With People’.
Hun været i praktik hos auktionshuset Neumeister i Tyskland, og auktionshuset Tajan i Paris, hvor efter hun tog på auktionsskole hos Christie's i London, og hos Bruun Rasmussen.
I 2004 flyttede Alexa til San Francisco i USA, hvor hun arbejdede i en antikvitetsforretning frem til 2008, hvor hun flyttede hjem til København. I 2009 blev hun ansat i familiefirmaet Bruun Rasmussen Kunstauktioner. Her ejer hun 30 % af aktierne.
Alexa Bruun Rasmussen blev i februar 2014 ambassadør for Make-A-Wish Ønskefonden. Her var hun i februar 2018 én ud af 11 ambassadører for den danske afdeling.

## Familie
Alexa Bruun Rasmussen er datter af Birthe og Jesper Bruun Rasmussen, og har storebror Frederik.
I 2008 indgik hun registreret partnerskab med den amerikanske arkitekt Leslie Ann Lorimer. De fik i 2013 datteren Maxima, som Alexa fødte. 